# إرنست تشارلز أوديا
إرنست تشارلز أوديا (بالإنجليزية: Ernest Charles O'Dea)‏ هو سياسي أسترالي، ولد في 19 فبراير 1889 بآرمدال في أستراليا، وتوفي في 21 نوفمبر 1976 بسيدني في أستراليا. حزبياً، نشط في حزب العمال الأسترالي. وقد انتخب عضو المجلس التشريعي نيو ساوث ويلز.